# Kup Zagrebačkog nogometnog saveza 2003./04.
Kup Zagrebačkog nogometnog saveza za sezonu 2003./04. je igran od rujna 2003. do svibnja 2004. godine 
 U kupu nastupaju klubovi s područja Grada Zagreba, a pobjednik i finalist natjecanja natjecanja su stekli pravo nastupa u pretkolu Hrvatskog kupa u sezoni 2004./05. 

Kup je osvojilo Trnje, pobijedivši u završnici Rudeš.

## Sudionici
U natjecanju je sudjelovalo 45 klubova, prikazani prema pripadnosti ligama u sezoni 2003./04.
| 2. HNL – Jug (II.) - Croatia Sesvete 3. HNL – Središte (III.) - Dragovoljac Hrašće (Hrašće Turopoljsko) - Lokomotiva Zagreb - Lučko - Rudeš Zagreb - Trnje Zagreb - Vrapče Zagreb - ZET Zagreb | 1. Zagrebačka liga (IV.) - Concordia Zagreb - Dinamo Odranski Obrež - Dubrava Zagreb - HAŠK Zagreb - Ivanja Reka - Jarun Zagreb - Maksimir Zagreb - Mala Mlaka - Mladost Buzin - Odra - Ponikve Zagreb - Sava Zagreb - Sloga Zagreb - Špansko Zagreb - Tekstilac-Ravnice Zagreb - Trešnjevka Zagreb | 2. Zagrebačka liga (V.) - Brezovica - Čehi (Gornji Čehi) - Kašina - Kustošija Zagreb - Mladost Donji Dragonožec - Podsused Zagreb - Polet Sveta Klara (Zagreb) - Prečko Zagreb - Prigorje Markuševec (Zagreb) - Prigorje Žerjavinec - RIZ Odašiljači Zagreb - Sesvetski Kraljevec (Sesvete) - Studentski grad Zagreb - Šparta Elektra Zagreb | 3. Zagrebačka liga (VI.) - Blato Zagreb - Botinec Zagreb - Hrvatski Leskovac - Nur Zagreb - Omladinac Odranski Strmec - Sava Jakuševac (Zagreb) - Zelengaj Zagreb |

## Rezultati

### 1. kolo
Igrano 10. rujna 2003. 
| klub1                        | klub2                         | rez.                    |          |
| ---------------------------- | ----------------------------- | ----------------------- | -------- |
| Kustošija Zagreb             | Šparta Elektra Zagreb         | 1:2                     |          |
| Zelengaj Zagreb              | Nur Zagreb                    | 0:3                     |          |
| Botinec Zagreb               | Omladinac Odranski Strmec     | 4:0                     |          |
| Podsused Zagreb              | Prečko Zagreb                 | 2:4                     |          |
| Blato Zagreb                 | Hrvatski Leskovac             | 0:2                     |          |
| Čehi (Gornji Čehi)           | Mladost Donji Dragonožec      | 0:3                     |          |
| Studentski grad Zagreb       | RIZ Odašiljači Zagreb         | 3:2                     |          |
| Prigorje Žerjavinec          | Kašina                        | 0:2                     |          |
| Prigorje Markuševec (Zagreb) | Sesvetski Kraljevec (Sesvete) | 2:1                     |          |
| Polet Sveta Klara (Zagreb)   | Brezovica                     | 0:2                     |          |
| Sava Jakuševac (Zagreb)      | Sava Jakuševac (Zagreb)       | Sava Jakuševac (Zagreb) | slobodna |

### 2. kolo
Igrano 24. rujna 2003. 
| klub1                    | klub2                        | rez.              |                                                  |
| ------------------------ | ---------------------------- | ----------------- | ------------------------------------------------ |
| Tekstilac-Ravnice Zagreb | Maksimir Zagreb              | 2:2 (3:4 11 m)    | Maksimir prošao boljim izvođenjem jedanaesteraca |
| Botinec Zagreb           | Špansko Zagreb               | 0:3               |                                                  |
| Sava Zagreb              | Mala Mlaka                   | 1:2               |                                                  |
| Mladost Donji Dragonožec | Prečko Zagreb                | 1:3               |                                                  |
| Brezovica                | Ivanja Reka                  | 0:9               |                                                  |
| Dubrava Zagreb           | HAŠK Zagreb                  | 2:0               |                                                  |
| Jarun Zagreb             | Concordia Zagreb             | 9:1               |                                                  |
| Dinamo Odranski Obrež    | Ponikve Zagreb               | 2:6               |                                                  |
| Kašina                   | Odra                         | 1:1 (2:4 11 m)    | Kašina prošla boljim izvođenjem jedanaesteraca   |
| Sloga Zagreb             | Studentski grad Zagreb       | 1:2               |                                                  |
| Mladost Buzin            | Prigorje Markuševec (Zagreb) | 1:0               |                                                  |
| Šparta Elektra Zagreb    | Sava Jakuševac (Zagreb)      | 1:0               |                                                  |
| Nur Zagreb               | Trešnjevka Zagreb            | 0:2               |                                                  |
| Hrvatski Leskovac        | Hrvatski Leskovac            | Hrvatski Leskovac | slobodan                                         |

### 3. kolo
Igrano 8. listopada 2003. 
| klub1           | klub2                  | rez.             |                                                    |
| --------------- | ---------------------- | ---------------- | -------------------------------------------------- |
| Ivanja Reka     | Trešnjevka Zagreb      | 2:2 (2:4 11 m)   | Trešnjevka prošla boljim izvođenjem jedanaesteraca |
| Maksimir Zagreb | Šparta Elektra Zagreb  | 7:1              |                                                    |
| Ponikve Zagreb  | Mladost Buzin          | 2:0              |                                                    |
| Prečko Zagreb   | Dubrava Zagreb         | 2:1              |                                                    |
| Mala Mlaka      | Jarun Zagreb           | 0:0 (12:13 11 m) | Jarun prošao boljim izvođenjem jedanaesteraca      |
| Odra            | Hrvatski Leskovac      | 4:0              |                                                    |
| Špansko Zagreb  | Studentski grad Zagreb | 4:2              |                                                    |

### 4. kolo
Igrano 22. listopada 2003. 
| klub1             | klub2                                   | rez.           |                                               |
| ----------------- | --------------------------------------- | -------------- | --------------------------------------------- |
| Trešnjevka Zagreb | Croatia Sesvete                         | 1:3            |                                               |
| Vrapče Zagreb     | Ponikve Zagreb                          | 2:1            |                                               |
| Maksimir Zagreb   | Lučko                                   | 2:2 (4:5 11 m) | Lučko prošlo boljim izvođenjem jedanaesteraca |
| Trnje Zagreb      | Lokomotiva Zagreb                       | 1:0            |                                               |
| Špansko Zagreb    | Rudeš Zagreb                            | 0:2            |                                               |
| ZET Zagreb        | Dragovoljac Hrašće (Hrašće Turopoljsko) | 3:1            |                                               |
| Prečko Zagreb     | Odra                                    | 3:1            |                                               |
| Jarun Zagreb      | Jarun Zagreb                            | Jarun Zagreb   | slobodan                                      |

### Četvrtzavršnica
Igrano 21. travnja 2004. 
| klub1         | klub2           | rez. |  |
| ------------- | --------------- | ---- |  |
| Prečko Zagreb | Vrapče Zagreb   | 1:4  |  |
| Rudeš Zagreb  | ZET Zagreb      | 2:0  |  |
| Jarun Zagreb  | Trnje Zagreb    | 0:3  |  |
| Lučko         | Croatia Sesvete | 3:2  |  |

### Poluzavršnica
Igrano 5. svibnja 2004. 
| klub1        | klub2         | rez. |  |
| ------------ | ------------- | ---- |  |
| Rudeš Zagreb | Lučko         | 2:1  |  |
| Trnje Zagreb | Vrapče Zagreb | 1:0  |  |

### Završnica
Igrano 12. svibnja 2004. 
| klub1        | klub2        | rez. |                          |
| ------------ | ------------ | ---- | ------------------------ |
| Trnje Zagreb | Rudeš Zagreb | 1:0  | Trnje osvajač Kupa ZNS-a |

## Poveznice
- Zagrebački nogometni savez
- Kup Zagrebačkog nogometnog saveza